# Mandala Airlines
Mandala Airlines is een Indonesische luchtvaartmaatschappij met haar thuisbasis in Jakarta.

## Geschiedenis
Mandala Airlines is opgericht in 1967 door een stichting welke was gelieerd aan het Indonesische leger. In 1988 werd Seulawah Airlines overgenomen. In 2006 werd de maatschappij geprivatiseerd en overgenomen door PT Cardig en Indigo Partners uit de Verenigde Staten. Door financiële problemen werden de vliegactiviteiten beëindigd op 13 januari 2011. In april 2012 volgde een doorstart na een financiële injectie door Saratoga Investment en Tigerair. De naam werd veranderd in Tigerair Mandala, echter ook deze maatschappij hield op te bestaan. Op 1 juli 2014 kwam er een eind aan het bedrijf.

## Diensten
Mandala Airlines voerde lijnvluchten uit naar: (zomer 2007)
- Ambon, Banjarmasin, Balikpapan, Batam, Denpasar, Jakarta, Jambi, Makassar, Medan, Padang, Pekanbaru, Semarang, Surabaya, Tarakan, Yogyakarta.

## Vloot
De vloot van Mandala Airlines bestond in december 2007 uit:
- 4 Airbus AB320-200
- 2 Airbus AB319-200
- 2 Boeing B737-400